# Schismatrix
Schismatrix je sci-fi román Bruce Sterlinga. Popisuje lidstvo, které žije ve vesmíru a je rozdělené na dva tábory: Tvárné, kteří upřednostňují genetická vylepšení, a Mechanisty, kteří spoléhají na protetiku. Obě frakce bojují o nadvládu nad osudem lidstva. Jejich plány však zhatí příchod mimozemského druhu Investorů, kteří ve Sluneční soustavě zavedou mír. Ovšem za jakou cenu? 
Tomuto románu předcházela pětice povídek, která byla společně s ním vydána ve sbírce Schismatrix Plus.
Bruce Sterling si tohoto románu váží ze své tvorby nejvíce.[zdroj?]